# Polycricus cordobanensis
Polycricus cordobanensis är en mångfotingart som först beskrevs av Karl Wilhelm Verhoeff 1934.  Polycricus cordobanensis ingår i släktet Polycricus och familjen storjordkrypare. Inga underarter finns listade i Catalogue of Life.